# Anzelm Weiss
Anzelm Romuald Weiss (ur. 15 stycznia 1940 w Wolsztynie) – polski historyk, profesor nauk teologicznych.

## Życiorys
W 1963 otrzymał święcenia kapłańskie. Absolwent Instytutu Historii Kościoła KUL (1969). Doktorat w 1974 (Organizacja diecezji lubuskiej w średniowieczu i habilitacja w 1985 (Biskupstwa  bezpośrednio  zależne  od  Stolicy Apostolskiej w średniowiecznej Europie) tamże. Docent od 1986, profesor KUL - 1992. Profesor zwyczajny od 2011 roku. Od 1986 kierownik Katedry Metodologii i Nauk Pomocniczych Historii Kościoła, a 1998 Katedry Historii Kościoła w Czasach Nowożytnych w Instytucie Historii Kościoła KUL. W latach 1990–1993 prodziekan do spraw studenckich, w latach 1993-1999 dziekan Wydziału Teologii KUL. Zajmuje się dziejami instytucji kościelnych okresu staropolskiego, heraldyką  kościelną oraz regionalistyką.  
W 2000 został odznaczony Krzyżem Kawalerskim Orderu Odrodzenia Polski.

## Wybrane publikacje
- Organizacja diecezji lubuskiej w średniowieczu, Lublin: TN KUL 1977.
- Parafia Komorowo-Wolsztyn w Polsce przedrozbiorowej: materiały pomocnicze do wykładów i ćwiczeń, Lublin: Redakcja Wydawnictw KUL 1979.
- Biskupstwa bezpośrednio zależne od Stolicy Apostolskiej w średniowiecznej Europie, Lublin: Redakcja Wydawnictw KUL 1992.
- Polska heraldyka kościelna: stan i perspektywy badań, pod red. Krzysztofa Skupieńskiego i Anzelma Weissa, Warszawa: Wydawnictwo DiG 2004.
- Raporty dziekanów o stanie kościołów diecezji poznańskiej w 1797 roku, Lublin: Wydawnictwo KUL 2010.
- (współautor: Marian Cynka), Wolsztyńska fara: Kościół Parafialny pw. Niepokalanie Poczętej NMP, Wolsztyn: Parafia Rzymskokatolicka pw. NMP Niepokalanie Poczętej 2012.